# Jeanette Rodriguez
Jeanette Rodriguez (22 de julio de 1990) es una deportista estadounidense que compite en judo. Ganó una medalla de bronce en los Juegos Panamericanos de 2007, y una medalla de bronce en el Campeonato Panamericano de Judo de 2010.

## Palmarés internacional
| Juegos Panamericanos    | Juegos Panamericanos       | Juegos Panamericanos | Juegos Panamericanos |
| Año                     | Lugar                      | Medalla              | Categoría            |
| ----------------------- | -------------------------- | -------------------- | -------------------- |
| 2007                    | Río de Janeiro (Brasil)    | Medalla de bronce    | –48 kg               |
| Campeonato Panamericano |                            |                      |                      |
| Año                     | Lugar                      | Medalla              | Categoría            |
| 2010                    | San Salvador (El Salvador) | Medalla de bronce    | –52 kg               |